# بربريوسية
البربريوسية (الاسم العلمي:Berberidopsidaceae) هي فصيلة من النباتات المزهرة تتبع رتبة البربريوسيات. تم التعرف على هذه الفصيلة مؤخرًا فقط من قبل عدد قليل من خبراء التصنيف: غالبًا ما يتم التعامل مع النباتات المعنية على أنها تنتمي إلى الفصيلة الفلاكورية (Flacourtiaceae).

## الأجناس
- البربريوس
- ملتوي الأجمة